# Víctor Cabedo
Víctor Cabedo Carda (Valencia, 1989. június 15. – Almedíjar, 2012. szeptember 19.) spanyol profi országúti kerékpáros. Balesetben vesztette életét.

## Eredményei
2006
1., 3b szakasz - Vuelta al Besaya - Junior
2007
1., összetettben - Vuelta Ciclista Vegas de Granada - Junior
1., összetettben - Vuelta al Besaya - Junior
1., 2. szakasz
1., 4a szakasz
2009
1., 5. szakasz - Vuelta a Palencia
2010
1. - Memorial Valenciaga
2011
1., 4. szakasz - Vuelta a Asturias
5. - Klasika Primavera
9., Spanyol országúti bajnokság - Mezőnyverseny